# 普宁郡
普宁郡，中国唐朝时设置的郡。
天宝元年（742年）改容州置，治所在北流县（今广西壮族自治区北流市）。辖境相当今广西壮族自治区北流市、容县一带。下辖北流县、普宁县、宕昌县、陵城县（今北流市大里镇）、渭龙县（今容县石寨镇）、欣道县、罗窦县（今容县黎村镇）。乾元元年（758年）复为容州。